# Quốc kỳ Slovakia
Quốc kỳ Slovakia (tiếng Slovak: Vlajka Slovenska) có ba màu nằm ngang bằng nhau là: màu trắng, xanh và màu đỏ (tương tự Quốc kỳ Liên bang Nga). Quốc kỳ hiện tại của Slovakia được quy định rõ trong Hiến pháp Slovakia, có hiệu lực từ ngày 3 tháng 9 năm 1992.

## Lịch sử
Cờ của Slovakia dưới dạng hiện thời (nhưng với một huy hiệu khác trên đó hoặc không có huy hiệu nào) có thể được tính từ năm 1848 cách mạng (xem: Các cuộc Cách mạng năm 1848 ở vùng Habsburg). Nó được sử dụng một cách chính thức ở Tiệp Khắc trước Chiến tranh thế giới lần thứ hai, bởi Cộng hòa Slovakia trong Thế chiến II, và cuối cùng được thông qua (không có huy hiệu) vào ngày 1 tháng 3 năm 1990 như là lá cờ của Cộng hoà Slovakia ở Tiệp Khắc. Huy hiệu được đưa ra vào ngày 3 tháng 9 năm 1992 với một đạo luật đặc biệt miêu tả chi tiết lá cờ sau tháng 2 năm 1993.

## Hình ảnh

Quốc kỳTiệp Khắc（1918-1919）
Quốc kỳ Tiệp Khắc（1919-1920）
Quốc kỳ Cộng hòa Slovakia (1939-1945)
Quốc kỳ Tiệp Khắc (1920-1990)
Quốc kỳ Cộng hòa Liên bang Séc và Slovakia (1990-1992)
Quốc kỳ Cộng hòa Slovakia (1992-nay)

## Các quốc kỳ tương tự

Quốc kỳ Liên bang Nga
Quốc kỳ Cộng hòa Slovenia